# Sara Seye
Sara Seye (Gardone Val Trompia, 26 agosto 2000) è una rugbista a 15 italiana, pilone dell'Ealing.

## Biografia
Formatasi nel CUS Brescia, ha avuto esperienze sportive in Inghilterra nelle sezioni femminili dell'Hove e, a seguire, del Wasps, squadra in cui disputò solo 6 incontri a causa del blocco attività imposto dalle norme di contrasto alla pandemia di COVID-19.
Dal 2020 al 2022 ha militato di nuovo in Italia nel Calvisano, e a settembre 2021 ha debuttato in nazionale maggiore nel corso del torneo di qualificazione europea alla Coppa del Mondo 2021; un anno più tardi è stata inclusa nella rosa delle partecipanti alla rassegna mondiale.
Nel 2023 si è trasferita in Inghilterra all'Ealing Trailfinders, con cui nel 2025 ha prolungato il contratto.
Sempre nel 2025 è stata convocata tra le giocatrici italiane per la Coppa del Mondo in Inghilterra, la sua seconda consecutiva.